# NetherRealm Studios
NetherRealm Studios est un studio américain de développement de jeu vidéo basé à Chicago dans l'Illinois, dirigé par Ed Boon. Ce studio était à l'origine Midway Studios Chicago, studio d'original de Midway Manufacturing Company. À la suite de son acquisition par Warner Bros. lors de la faillite de Midway Games en 2009, le studio est devenu une partie de WB Games Chicago,. En juin 2010, Warner Bros. le rebaptise NetherRealm Studios. Les actifs comprennaient Surreal Software, fondé en 1995 et acheté en 2004 par Midway Games, également revendu en juillet 2009 à Warner Bros.. Le premier titre du studio à sortir est le reboot du jeu de combat Mortal Kombat.
NetherRealm, qui compose le nom du studio, est le nom du monde dans lequel Scorpion, un personnage de la série Mortal Kombat où ce personnage réside. Ce dernier est d'ailleurs présent sur le logo.

## Jeux développés
| Titre                                 | Date de Sortie | Plates-formes                                        |
| ------------------------------------- | -------------- | ---------------------------------------------------- |
| Mortal Kombat                         | 2011           | PlayStation 3, PlayStation Vita, Xbox 360, Windows   |
| Mortal Kombat Arcade Kollection       | 2011           | PlayStation 3, Xbox 360, Windows                     |
| Batman: Arkham City Lockdown          | 2011           | iOS, Android                                         |
| Injustice : Les Dieux sont parmi nous | 2013           | PlayStation 3, PlayStation 4, Wii U, Xbox 360        |
| WWE Immortals                         | 2015           | iOS, Android                                         |
| Mortal Kombat X                       | 2015           | PlayStation 4, Xbox One, Windows                     |
| Injustice 2                           | 2017           | PlayStation 4, Xbox One, Windows                     |
| Mortal Kombat 11                      | 2019           | PlayStation 4, Xbox One, Nintendo Switch, Windows    |
| Mortal Kombat 1                       | 2023           | PlayStation 5, Xbox Series, Nintendo Switch, Windows |